# Radio Nova (Frankrike)
Radio Nova är en fransk FM-radiostation, som grundades 1981 och leds av Jean-Francois Bizot.
Under hela sin historia har kanalen haft en undergroundstämpel och varit bland de första som presenterade kända franska hiphop-grupper som NTM och Assassin. 
Kanalen spelar idag en blandning av hiphop, världsmusik, elektronisk musik, funk och jazz. osv, något man själva kallar "Le grand mix", vilket även är kanalens slogan. Sedan 1998 sänder kanalen över hela Frankrike.